# Sowqand
Sowqand (persiska: سوقند) är en ort i Iran.   Den ligger i provinsen Khorasan, i den nordöstra delen av landet, 700 km öster om huvudstaden Teheran. Sowqand ligger 1 646 meter över havet och antalet invånare är 300.
Terrängen runt Sowqand är varierad.Runt Sowqand är det ganska tätbefolkat, med 56 invånare per kvadratkilometer. Närmaste större samhälle är Nīshābūr, 17,4 km väster om Sowqand. Omgivningarna runt Sowqand är i huvudsak ett öppet busklandskap.